# Felsőlegénd
Felsőlegénd (1891-ig Felső-Mladonya, szlovákul: Horné Mladonice) község Szlovákiában, a Besztercebányai kerületben, a Korponai járásban.

## Fekvése
Korponától 11 km-re keletre fekszik.

## Története
1470-ben "Felseulegen" néven említik először. A bozóki uradalom része volt, a 18. századig pedig az esztergomi szeminárium birtoka. 1715-ben 13 háztartása adózott. 1828-ban 51 házában 308 lakos élt, akik főként mezőgazdasággal foglalkoztak.
Vályi András szerint "Alsó, és Felső Mladonya. Két tót falu Hont Várm. földes Urok a’ Tudományi Kintstár, a Bozóki Uradalomban, lakosai katolikusok, és másfélék is, fekszik az Alsó, Bozókhoz közel, a’ Felső pedig Szenográdnak szomszédságában, és annak filiája, födgyeik közép termékenységűek, legelőjök elég, fájok van mind a’ két féle."
Fényes Elek szerint "Mladonya (Alsó- és Felső), 2 egymásmellett levő tót falu, Hont vmegyében, a bozóki uradalomban. Az első: 215; a második 304 kath., és 5 evang. lak. Ut. p. Selmecz."
A trianoni békeszerződésig Hont vármegye Korponai járásához tartozott. 1935-ben egy tűzvészben a falu nagy része leégett.

## Népessége
| Év:            | 1994. | 2004.    | 2014.   | 2024.    |
| -------------- | ----- | -------- | ------- | -------- |
| Emberek száma: | 199   | 170      | 172     | 190      |
| Eltérés:       |       | -14,57 % | +1,17 % | +10,46 % |

| Év:            | 2023. | 2024.   |
| -------------- | ----- | ------- |
| Emberek száma: | 187   | 190     |
| Eltérés:       |       | +1,60 % |

1910-ben 366, túlnyomórészt szlovák lakosa volt.
2001-ben 179 lakosából 172 szlovák volt.
2011-ben 177 lakosából 156 szlovák.

## Nevezetességei
- Szent Demeter tiszteletére szentelt, római katolikus temploma 1889-ben épült.

## Híres emberek
- A faluban tanított 1914 és 1916 között Jozef Cíger-Hronský szlovák író, tanár.

## Külső hivatkozások
- Községinfó
- Felsőlegénd Szlovákia térképén,
- Regionhont.sk
- E-obce.sk